# Berkshire County
Das Berkshire County ist ein County im US-Bundesstaat Massachusetts. Das U.S. Census Bureau hat bei der Volkszählung 2020 eine Einwohnerzahl von 129.026 ermittelt.
Der Verwaltungssitz (County Seat) ist Pittsfield. Nach Abschaffung der Bezirksregierung 2000 existiert das County nur noch als historische geographische Region und dient einigen administrativen Zwecken.

## Geographie
Das County hat eine Fläche von 2451 Quadratkilometern, wovon 39 Quadratkilometer Wasserfläche sind. Es grenzt im Uhrzeigersinn an folgende Countys: Bennington County (Vermont), Franklin County, Hampshire County, Hampden County, Litchfield County (Connecticut), Columbia County (New York) und Rensselaer County (New York).
Das County wird vom Office of Management and Budget zu statistischen Zwecken als Pittsfield, MA Metropolitan Statistical Area geführt.

## Geschichte
Berkshire County wurde 1761 aus Teilen von Hampshire County gebildet.
Neun Stätten im Berkshire County haben aufgrund ihrer geschichtlichen Bedeutung den Status einer National Historic Landmark, darunter das Wohnhaus von Herman Melville, Arrowhead, der Sommerwohnsitz und das Atelier von Daniel Chester French, das Daniel Chester French Home and Studio, und das Wohnhaus von Edith Wharton, The Mount.
2006 führten Bewohner in Berkshire die Regionalwährung BerkShares ein. Gegenwärtig akzeptieren einige hundert Geschäfte und Betriebe die Währung als Zahlungsmittel.

## Infrastruktur
Für den Personennahverkehr im County ist die Berkshire Regional Transit Authority zuständig, als Knoten dient das Joseph Scelsi Intermodal Transportation Center, von dort ist gibt es eine Anbindung an den Lake Shore Limited von AMTRAK, auch der Fernbusanbieter Peter Pan Bus Lines hat dort eine Zustiegsmöglichkeit.
Im County gibt es drei Flugplätze:
- Harriman-and-West Airport
- Pittsfield Municipal Airport (Massachusetts)
- Walter J. Koladza Airport

Die wichtigsten Fernverkehrsstraßen die durch das County verlaufen sind der Massachusetts Turnpike, die US Route 7 und die US Route 20.

## Bevölkerung

Alterspyramide des Berkshire Countys (Stand: 2000)

Laut der Volkszählung im Jahr 2000 lebten im Berkshire County 134.953 Einwohner in 56.006 Haushalten und 35.115 Familien. Die Bevölkerung setzte sich aus 95,02 Prozent Weißen, 1,99 Prozent Afroamerikanern, 0,99 Prozent Asiaten und 0,15 Prozent amerikanischen Ureinwohnern zusammen. 1,69 Prozent der Bevölkerung waren spanischer oder lateinamerikanischer Abstammung. Das Prokopfeinkommen betrug 21.807 US-Dollar; 6,5 Prozent der Familien sowie 9,5 Prozent der Bevölkerung lebten unter der Armutsgrenze.
Wie eine knappe Mehrheit der Countys in Massachusetts, besitzt Berkshire County heute keine County-Regierung mehr. Alle vorherigen Aufgaben des Countys wurden 2000 durch Staatsbehörden übernommen. Der Sheriff und einige andere regionale Beamte mit besonderen Aufgaben werden noch immer lokal gewählt, um Aufgaben innerhalb des Countys wahrzunehmen. Die Gemeinden haben nun eine größere Autonomie und können regionale Verträge abschließen um Dienstleistungen gemeinsam anzubieten.

## Städte und Gemeinden
Berkshire County ist in 32 eigenständige Gemeinden aufgeteilt. Darunter befinden sich zwei Cities, der Rest sind Towns. Zudem gibt es sieben CDPs, die zu statistischen Zwecken eingerichtet sind und einige Villages.
| Ortschaft        | Status | Einwohner (2020) | Gesamte Fläche [km²] | Landfläche [km²] | Bevölkerungsdichte [Einwohner / km²] | Gründung         | Besonderheit |
| ---------------- | ------ | ---------------- | -------------------- | ---------------- | ------------------------------------ | ---------------- | ------------ |
| Adams            | Town   | 8.166            | 59,5                 | 59,3             | 140                                  | 1762             |              |
| Alford           | Town   | 486              | 29,9                 | 29,8             | 16,3                                 | 1778             |              |
| Becket           | Town   | 1.931            | 123,8                | 119,3            | 16,0                                 | 1765             |              |
| Cheshire         | Town   | 3.258            | 71,3                 | 69,4             | 46,0                                 | 1793             |              |
| Clarksburg       | Town   | 1.657            | 33,3                 | 33,0             | 50,0                                 | 1798             |              |
| Dalton           | Town   | 6.330            | 21,9                 | 21,8             | 290,0                                | 1784             |              |
| Egremont         | Town   | 1.372            | 49,0                 | 48,4             | 28,0                                 | 1775             |              |
| Florida          | Town   | 694              | 63,7                 | 63,1             | 11,0                                 | 1805             |              |
| Great Barrington | Town   | 7.172            | 119,0                | 116,0            | 60,0                                 | 1726             |              |
| Hancock          | Town   | 757              | 92,6                 | 92,4             | 8,2                                  | 1776             |              |
| Hinsdale         | Town   | 1.919            | 56,2                 | 53,7             | 34,8                                 | 1804             |              |
| Lanesborough     | Town   | 3.038            | 29,6                 | 28,8             | 40,0                                 | 1765             |              |
| Lee              | Town   | 5.788            | 70,0                 | 67,7             | 83,0                                 | 21. Oktober 1777 |              |
| Lenox            | Town   | 5.095            | 56,1                 | 55,0             | 91,0                                 | 1767             |              |
| Monterey         | Town   | 1.095            | 71,0                 | 62,5             | 15,0                                 | 1847             |              |
| Mount Washington | Town   | 160              | 57,9                 | 57,5             | 2,8                                  | 1779             |              |
| New Ashford      | Town   | 250              | 34,91                | 34,87            | 7.2                                  | 1835             |              |
| New Marlborough  | Town   | 1.528            | 124,1                | 121,4            | 2,6                                  | 1759             |              |
| North Adams      | City   | 12.961           | 53,39                | 52,70            | 245.95                               | 1895             |              |
| Otis             | Town   | 160              | 98,5                 | 92,1             | 17                                   | 13. Juni 1810    |              |
| Peru             | Town   | 160              | 67,4                 | 67,1             | 12                                   | 1771             |              |
| Pittsfield       | City   | 43.927           | 109,98               | 104,81           | 419,1                                | 1891             | County Seat  |
| Richmond         | Town   | 1.407            | 49,2                 | 48,4             | 29                                   | 1765             |              |
| Sandisfield      | Town   | 989              | 137,2                | 134,2            | 7,2                                  | 1762             |              |
| Savoy            | Town   | 645              | 93,3                 | 92,8             | 6,9                                  | 1797             |              |
| Sheffield        | Town   | 3.327            | 125,8                | 122,9            | 26                                   | 1733             |              |
| Stockbridge      | Town   | 2.018            | 61,3                 | 58,9             | 33                                   | 1739             |              |
| Tyringham        | Town   | 427              | 48,9                 | 48,3             | 8,7                                  | 1779             |              |
| Washington       | Town   | 494              | 100,5                | 98,4             | 4,9                                  | 1777             |              |
| West Stockbridge | Town   | 1.343            | 48,4                 | 47,8             | 28                                   | 1775             |              |
| Williamstown     | Town   | 7.513            | 121,4                | 121,1            | 62                                   | 1765             |              |
| Windsor          | Town   | 831              | 91,1                 | 90,6             | 9,1                                  | 1771             |              |

## Privatschulen im Berkshire County
In und um Lenox existierten bis in die 1970er Jahre einige bekannte Privatschulen, darunter auch die von deutschen Emigranten gegründeten Schulen Windsor Mountain School und die Stockbridge School. Weitere Einrichtungen waren The Lenox School for Boys (1926–1972), The Cranwell School (1939–1975), The Rockwood Academy (1964–1975), Foxhollow School for Girls (gegründet 1898) und The Immaculate Heart of Mary Seminary (1961–1979). Alle diese Schulen wurden Opfer der sich ändernden gesellschaftlichen Bedingungen in den 1970er Jahren und dem Ruch des Elitären, in den viele Privatschulen mittlerweile gekommen waren.